# 밥 엘리엇

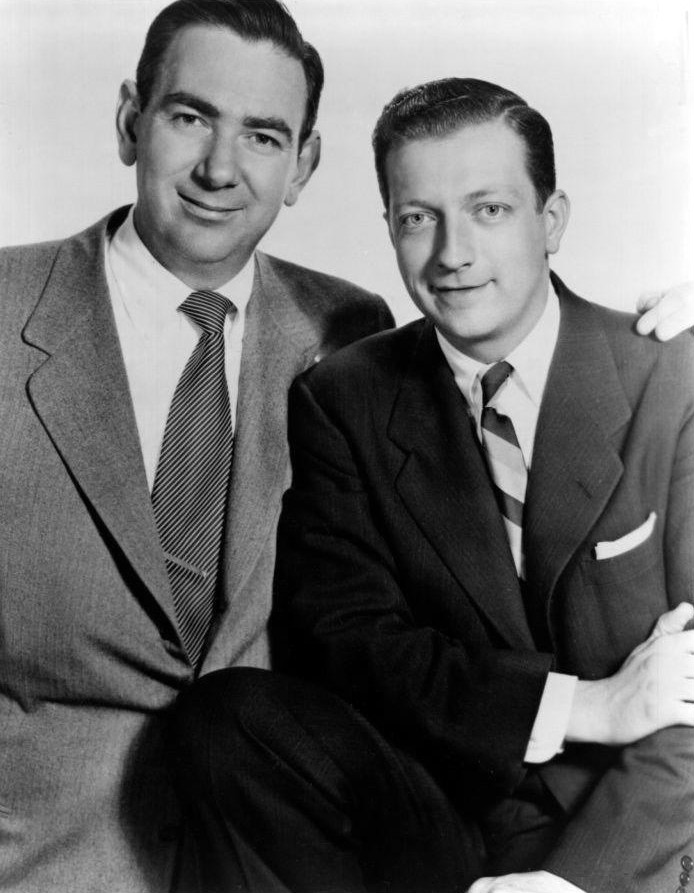

밥 엘리엇(Bob Elliott, 1923년 3월 26일 ~ 2016년 2월 2일)은 미국의 희극 배우, 배우, 영화배우, 텔레비전 배우, 성우, 각본가, 라디오 DJ이다.
보스턴에서 태어났다.

## 영화
- 못말리는 초보 선원 (1994년)
- 도망자 (1990년)
- 브로드웨이에 막이 오를 때 (1982년)